# Mikko Laaksonen

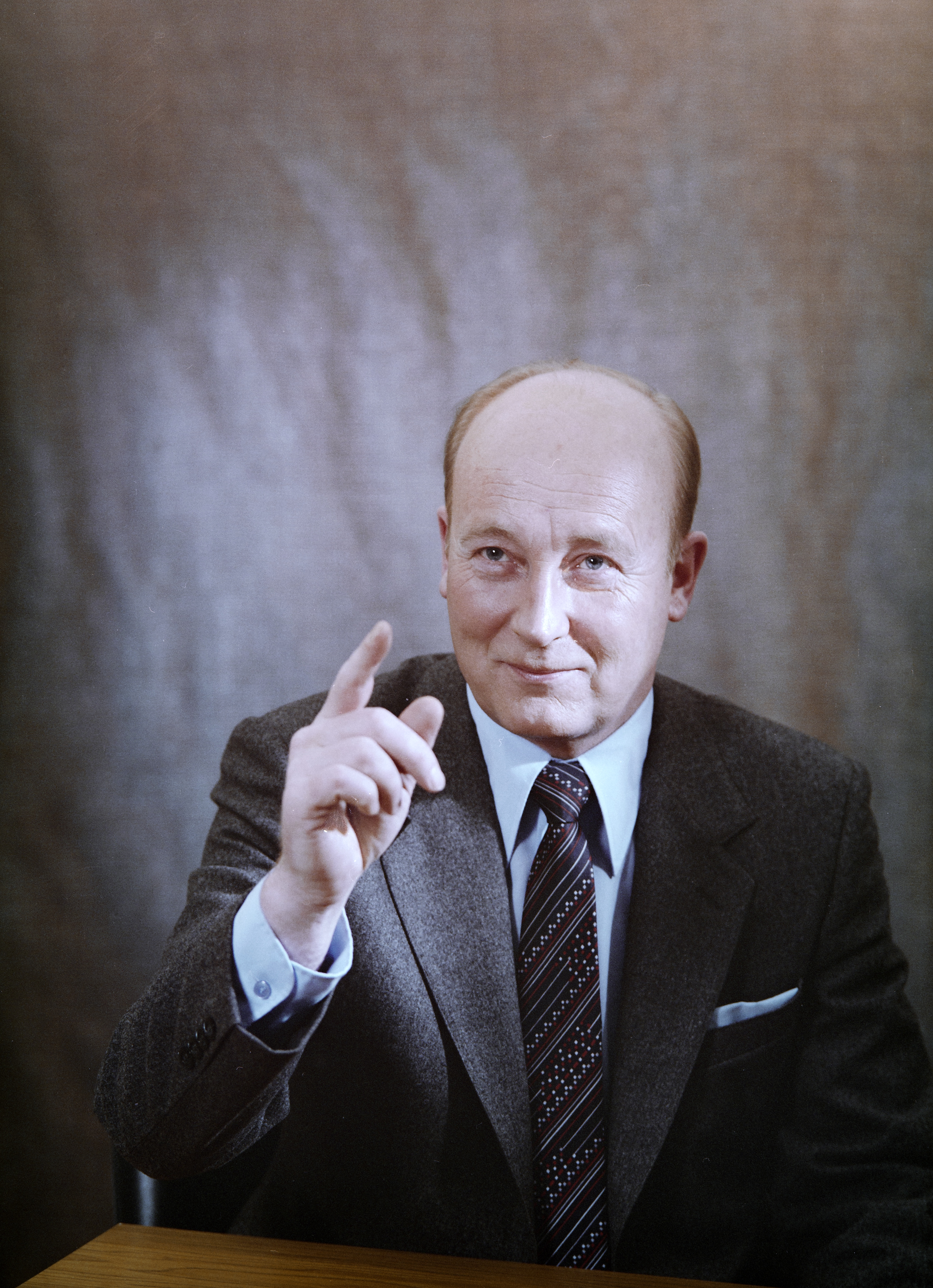
Mikko-Laakonen (1980)

Mikko Olavi Laaksonen (* 27. August 1927 in Helsinki; † 11. Januar 2006 in  Fuengirola, Spanien) war ein finnischer Jurist und Politiker der Sozialdemokratischen Partei Finnlands SDP, der unter anderem zwischen 1966 und 1971 Mitglied des Parlaments sowie im Kabinett Karjalainen II zwischen 1970 und 1971 Minister im Innenministerium und Justizminister war. Nach seinem Ausscheiden aus Regierung und Parlament fungierte er zwischen 1971 und 1978 als Generaldirektor der Steuerverwaltung.

## Leben
Mikko Olavi Laaksonen trat nach dem Schulbesuch im Alter von 17 Jahren in das Finnische Freiwilligen-Bataillon der Waffen-SS ein und diente dort von 1944 bis 1945 im Lapplandkrieg. Nach Kriegsende begann er 1947 ein Studium der Rechtswissenschaften, welches er 1952 beendete. Während seines Studiums war er zwischen 1947 und 1952 als Feuerwehrmann der Stadtfeuerwehr Helsinki tätig. Nach Abschluss seines Studiums fungierte er von 1953 bis 1955 als Steuerdirektor des Steuerbezirks der Gemeinden Pielavesi, Keitele und Maaninga sowie im Anschluss 1955 als stellvertretender Richter. Im Anschluss war er zwischen 1955 und 1961 zum einen als Sekretär der Sekretär der Gemeinsamen Beamtenorganisation (Valtionvirkailijain yhteisjärjestö) und zum anderen zeitgleich in Personalunion Rechtssekretär des Zentralverbandes der finnischen Gewerkschaften SAK (Suomen Ammattiyhdistysten Keskusliitto), ehe er daraufhin von 1961 bis 1971 als Generalsekretär der Gemeinsamen Organisation der Beamten und Angestellten(Virkamiesten ja työntekijäin yhteisjärjestö) fungierte. Während er von 1963 bis 1965 Bürgermeister von Espoo war, übernahm er zeitglaich auch die Funktion als amtierender Vorsitzender Richter am Gericht für öffentliche Ordnung dieser Stadt.
Bei der Parlamentswahl am 20. und 21. März 1966 wurde er für die Sozialdemokratische Partei Finnlands SDP (Suomen Sosialidemokraattinen Puolue) zum Mitglied des Parlaments und vertrat in diesem nach seiner Wiederwahl am 15. und 16. März 1970 bis zu seinem Mandatsverzicht am 30. September 1971, woraufhin sein Parteifreund Ilkka Taipale als Nachrücker neuer Parlamentsabgeordneter wurde. Er übernahm zudem von 1969 bis 1971 die Funktion als Dritter Vorsitzender der SAK.
Am 15. Juli 1970 wurde Mikko Laaksonen als Minister im Innenministerium (Ministeri sisäasiainministeriössä) in das Kabinett Karjalainen II berufen und war als solcher bis zu seiner Ablösung durch Jacob Söderman 30. September 1971 engster Mitarbeiter von Innenminister Artturi Jämsén (15. Juli 1970 bis 28. Mai 1971) beziehungsweise dessen Nachfolger Eino Uusitalo (28. Mai bis 29. Oktober 1971). Darüber hinaus übernahm er von Erkki Tuominen am 26. März 1971 deb Posten als Justizminister (Oikeusministeri) und bekleidete dieses Ministeramt ebenfalls bis zum 30. September 1971, woraufhin auch hier Jacob Söderman ihn ablöste.
Nach seinem Ausscheiden aus Parlament und Regierung wurde Mikko Laaksonen als Nachfolger von Olli Ikkala am 30. September 1971 zum Generaldirektor der Steuerverwaltung (Verohallitus) ernannt. Er verlor 1978 im Zusammenhang mit dem sogenannten „Salora-juttu“ sein Amt und wurde von Lauri Honkavaara abgelöst. Im Dezember 1979 verurteilte ihn das Berufungsgericht Helsinki zu einer Geldstrafe von 18.000 Mark und Schadensersatz wegen der Annahme einer Bestechung. Laaksonen war auf von Salora angebotenen Angel- und Auslandsreisen gewesen, als die Angelegenheiten des Unternehmens bereits von den Behörden untersucht wurden. Danach war er von 1978 bis 1979 Mitarbeiter für besondere Aufgaben bei der Finnischen Arbeitersparkasse STS (Suomen Työväen Säästöpankki) und wurde 1979 Chief Executive Officer (CEO) des Unternehmens Luottorengas Oy. 1997 schoss Laaksonen aus Protest vor dem Obersten Gerichtshof zweimal mit einer Schrotflinte in die Luft, weil er das Gefühl hatte, aufgrund des Salora-Falls geschädigt worden zu sein. Die Polizei nahm ihn fest und die Angelegenheit wurde als Schusswaffendelikt untersucht.

## Veröffentlichungen
- Yleisen edun niin vaatiessa, Tammi, Helsinki 1979 ISBN 951-30-4613-3
- Punanatsi, Tammi, Helsinki 1988, ISBN 951-30-8953-3
- Näytön paikka, Tammi, Helsinki 1991, ISBN 951-30-9896-6
- Kekäle kourassa, 1993. ISBN 952-90-4578-6